# Aglaodiaptomus
Aglaodiaptomus é um género de crustáceo da família Diaptomidae.
Este género contém as seguintes espécies:
- Aglaodiaptomus kingsburyae
- Aglaodiaptomus marshianus